# Zebraman
Zebraman (jap. ゼブラーマン, zeburāman) ist ein dem Science-Fiction-Film zugehöriger japanischer Actionfilm des Regisseurs Takashi Miike aus dem Jahr 2004. Miikes auf einem Drehbuch von Kankurō Kudō basierende Inszenierung ist zugleich eine übersteigerte Parodie der gängigen Superheldenverfilmungen. Der Film handelt von einem Familienvater, der sich als Superheld „Zebraman“ verkleidet erfolgreich einer Alieninvasion in den Weg stellt.

## Handlung
In der japanischen Millionenmetropole Yokohama stürzt ein von den Menschen kaum beachtetes UFO mit grünen, schleimigen Außerirdischen ab. Später wird im Beisein eines anderen, außergewöhnlichen menschenähnlichen Aliens an der Absturzstelle eine Schule errichtet, bei der der Fremde als Lehrer und später als Schuldirektor tätig wird. Der Pädagoge versucht ganz auf sich gestellt die Menschheit vor den kleinwüchsigen Neuankömmlingen zu warnen, deren Ziel es ist, den Planeten Erde zu erobern, ihn zu unterwerfen und ihn letztendlich zu zerstören. Zu diesem Zweck verfasst er Drehbücher zu einer kaum beachteten Fernsehserie namens „Zebraman“, die jedoch mangels Zuschauerinteresses eingestellt wird. Seine Warnungen finden kaum Gehör, die gewaltige Invasion bleibt zunächst aus.
34 Jahre später, wir befinden uns im Jahr 2010, nehmen surreale Begebenheiten sowie allgemeine Straftaten mit gewalttätigem Hintergrund enorm zu. Einer der meistgesuchten Triebtäter jener Zeit ist ein sonderbarer Mann, der eine Maske in Form einer Krabbe tragend, diverse Delikte im Großraum Yokohama verübt. Zur gleichen Zeit wird das Verteidigungsministerium zufällig über die Existenz von außerirdischen Lebensformen in einem Distrikt der Metropole informiert. Da man die Bevölkerung nicht unnötig in Panik versetzten will und man an einer lückenlosen Aufklärung der Vorkommnisse interessiert ist, entsendet man zwei junge Agenten auf eine geheime Mission: den eher unbeholfenen Segawa und Oikawa.
An besagter Schule unterrichtet auch der pädagogisch eher unvermögende Shin’ichi Ichikawa als Grundschullehrer und Jahrgangsstufenleiter. Ichikawa, der als Weichling gilt, ist ein einfacher Familienvater mit allerlei persönlichen Problemen. Sein kleiner Sohn Kazuki wird von seinen Mitschülern regelmäßig gehänselt, seine Ehefrau ist ihm untreu und seine noch minderjährige, pubertierende Tochter Midori gibt sich leidenschaftlich älteren Männern hin. Ichikawa träumt heimlich davon dem Alltag zu entfliehen und flüchtet sich in sein selbstgebasteltes Superheldenkostüm der inzwischen in Vergessenheit geratenen Seriengestalt Zebraman, deren größter Fan er ist. Eines Tages macht der Lehrer die Bekanntschaft mit dem auf einen Rollstuhl angewiesenen Schüler Shinpei Asano, sowie seiner alleinerziehenden Mutter Kana, einer Krankenschwester. Der kleine Sonderling fasziniert Ichikawa, da er trotz seines Kindesalters ein großer Fan von Zebraman ist. Eine intensive Freundschaft verbindet die beiden fortan.
Als sich Ichikawa zur nächtlichen Stunde als Zebraman verkleidet, um Asano kostümiert zu besuchen, gerät er zufällig an den „Krabbenmann“, den Freund seiner Tochter, der sich zuvor an einem weiblichen Opfer verging. Seine Nackenhaare sträuben sich wie bei einem Zebra, ein sichtbares Zeichen, dass außerirdische Lebensformen in der Nähe sind. Es kommt zu Handgreiflichkeiten. In einem resultierenden Zweikampf tötet der Pädagoge vor den Augen Asanos den von einem Alien besessenen und flieht. Dabei sieht er wie der Maskierte zu einer glibberigen Masse zerfällt. Wenig später tötet er einen weiteren Alien in seinem Superheldenkostüm, so dass die zwei Geheimagenten Segawa und Oikawa Ermittlungen aufnehmen. Die Stadt wird von Aliens in Menschengestalt förmlich überrannt und Ichikawa greift helfend und regulierend ein.
Da Ichikawa sich der Achtung seines jugendlichen Freundes Asano bewusst ist, wird er immer mehr zu Zebraman. Selbst sein eigener Sohn Kazuki, der sich bis zu diesem Zeitpunkt eher von ihm entfremdete, wird ein glühender Verehrer. Zuvor war es Ichikawa gelungen, ihn von seinem aggressiven Grünling zu befreien, der ihn als „Infizierten“ für Gewaltakte missbrauchte. Später offenbart er sich seinem Sohn, wie auch Kana, der Mutter Asanos, die somit seine wahre Identität kennen. Im weiteren Verlauf der Handlung erfährt Ichikawa, dem tatsächlich Superkräfte wachsen, dass es Parallelen zwischen ihm und der fiktiven Heldengestalt der 1970er Jahre gibt. Er nimmt den Kampf gegen die Alieninvasion auf. Bald werden ganze Scharen von Menschen von ihnen kontrolliert. Die Regierung plant die kontaminierten Stadtteile durch eine Neutronenbombe der Amerikaner vollständig auszulöschen, da sie sich außer Stande sieht, gegen die Außerirdischen vorzugehen. Ichikawa gibt jedoch nicht auf, dringt in die abgeriegelte Zone ein, rettet Asano und bekämpft einen Riesenalien mittels neugewonnener Fluggkünste. Es gelingt ihm, den Riesenalien mit einem überdimensionalen „Z“ auf der Stirn zu brandmarken, was letztlich seine Vernichtung bedeutet. Die Neutronenbombe kommt daraufhin nicht zum Einsatz, die Aliens scheinen gebannt.
Am Ende des Films wird Zebraman im Beisein von Agent Oikawa, der ebenfalls seine Identität kennt, zu einer jubelnden Menschenmasse geführt, die ihm einen triumphalen Empfang bereitet. In einem Parademarsch zieht er an seiner Familie, an Asano und Kana sowie anderen Menschen vorbei, die sich lautstark bei ihm bedanken.

## Auszeichnungen
- 2005: Nominierung in der Kategorie Bester Hauptdarsteller des Japanese Academy Award für Shō Aikawa
- 2005: Publikumspreis des Neuchâtel International Fantastic Film Festival

## Kritiken
„Überdrehte Parodie auf gängige Superhelden-Geschichten, die sich an alle Spielregeln des Genres hält. Im Schaffen von Regisseur Miike nimmt der Film durch seine relative Gewaltfreiheit einen Sonderstatus ein.“